# Павлівка (Бахчисарайський район)
Па́влівка (до 1948 року — Сахті́к; крим. Sahtik) — село в Україні, у Бахчисарайському районі Автономної Республіки Крим.
Відстань від райцентру до населеного пункта становить 34 кілометрів по прямій.
Населення становить 427 осіб.
7 вересня 2023 року село перейшло зі складу міста зі спеціальним статусом Севастополь до Бахчисарайського району Автономної Республіки Крим.
У 2023 році у проєкті Постанови Верховної Ради України «Про перейменування деяких населених пунктів Автономної Республіки Крим» село запропоновано перейменувати на Сахтик.